# 川原啓美
川原 啓美（かわはら ひろみ、1928年7月21日 - 2015年5月22日）は日本の医師（外科医）。

## 来歴
長野県長野市出身。1952年に名古屋大学医学部卒業。1953年、暁子（さとこ）と結婚。夫婦として医師として一緒に歩み始める。
1962年JOCS（日本キリスト教海外医療協力会）入会。理事を務めた。
アメリカ合衆国のオールバニ医科大学(en)留学を経て一般外科、胸部外科にたずさわる。
1976年ネパール王国での短期医療協力の経験を生かし、1980年アジア保健研修所を設立。1981年愛知国際病院を開設し院長に就任。
1992年老人保健施設　愛泉館発足。1999年よりホスピス病棟を開設。
1959年 医学博士（名古屋大学）。論文の題は「Alpha tocopherol (vitamin E) in prophylaxis and treatment of thrombo-embolic diseases」。
2015年、死去。

## 著作
- 『アジアと共に』（1986年、キリスト新聞社刊）
- 『ひとすじの道』（1998年、ライフ企画刊）
- 『分かち合いの人生』（2007年、ライフ企画刊）
- 『年若き友人たちへ』（2011年、ライフ企画刊）